# Národní parky v Estonsku

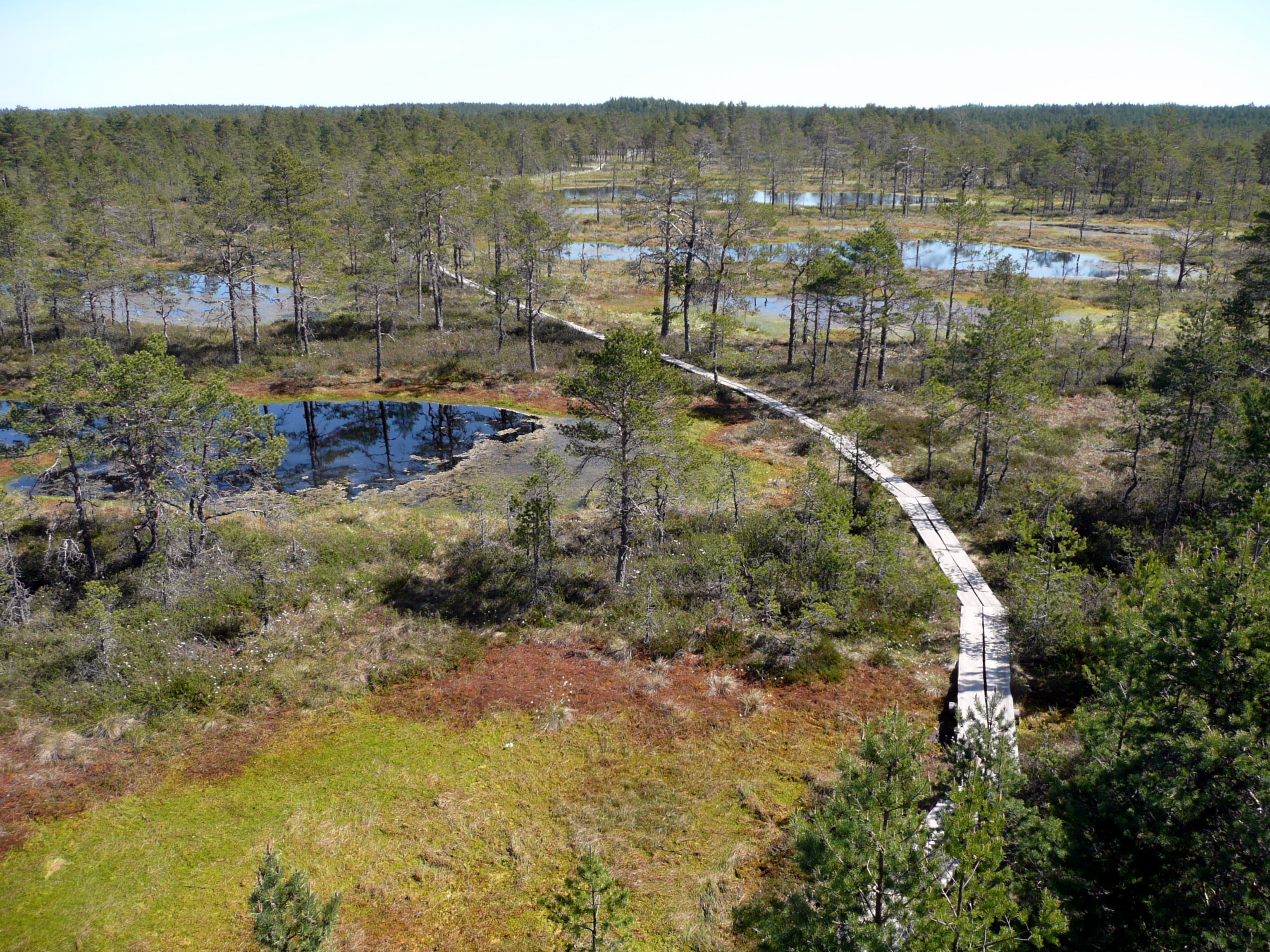
Lahemaa Rahvuspark, největší národní park Estornska

V Estonsku se nachází 5 národních parků (estonsky Rahvuspark – „Národní park“). Tato chráněná území jsou upravena zákonem o ochraně přírody (§ 26 odstavec 1), který určuje zachovávat tato území udržované ve stavu nezměněném lidskou činností.
- Lahemaa Rahvuspark – nachází se na severu Estonského pobřeží a se svou rozlohou 74 784 ha je největším národním parkem v Estonsku. Byl založený v roce 1971 na ochranu přírodního a kulturního dědictví.
- Karula Rahvuspark – nachází se na jihu Estonska v Karulské vrchovině. Byl založený v roce 1971 na ochranu přírodního a kulturního dědictví.
- Matsalu Rahvuspark – nachází se na západě Estonska a je určen zejména pro ochranu ptactva. Založený v roce 2004.
- Soomaa Rahvuspark – nachází se ve středu Estonska (střed – jihozápad) a jeho unikátem je tzv. pátá sezona (období záplav a velké vody), protože území parku je pokryto mokřady. Založený roku 1993.
- Vilsandi Rahvuspark – nachází se na ostrovech na západě Estonska a je to nejstarší baltské chráněné území zaměřené na ochranu ekosystémů mořských ostrovů. Založený roku 1993.

Území Estonska je z 61 % zalesněno a národní parky jsou častým cílem turistického ruchu. Z těchto důvodů jsou na území národních parků vytyčeny oblasti, v nichž je povoleno stanování včetně rozdělávání ohně. Tato místa (estonsky telkimisala) jsou vybavena krytým ohništěm, lavicemi se stolem, suchou toaletou a zásobou dřeva včetně nářadí.